# Dama de pică (operetă)

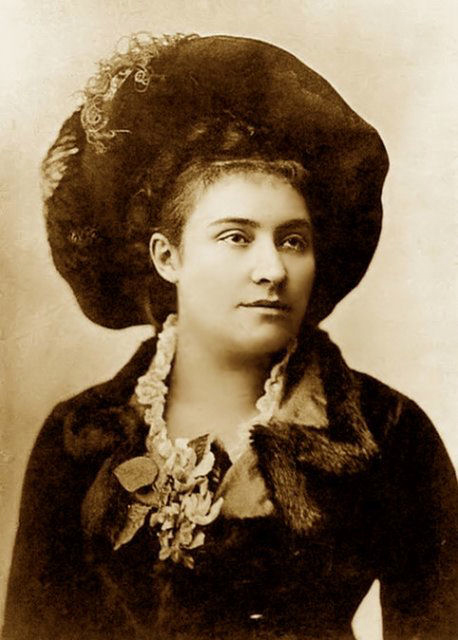
Amalie Materna, care a creat rolul Judithei la premiera operetei în 1864

 Dama de pică   (titlul original: în germană Pique Dame) este o operetă în trei acte compusă de Franz von Suppé în 1864, al cărui libret a fost scris de S. Strasser, premiera având loc la Graz în Austria. 

## Personaje
- Emil, locotennent și compozitor (bariton)
- Judith, prezicătoare (mezzosoprană)
- Hedwig, fiica unei văduve bogate (soprană)
- Fabian Muker, tutorele ei (tenor)
- Madame Duplesis, mama Hedwigăi, o văduvă bogată (rol parlando)
- Henriette, prietena Hedwigăi soprană
- Emma, prietena Hedwigăi soprană
- Fanni, prietena Hedwigăi soprană
- Bertha, prietena Hedwigăi soprană
- Clara, prietena Hedwigăi mezzosoprană
- Gebhardt, prietenul lui Emil (bas)
- Felix, prietenul lui Emil (tenor)